# Leopoldo Sumaylo Tumulak

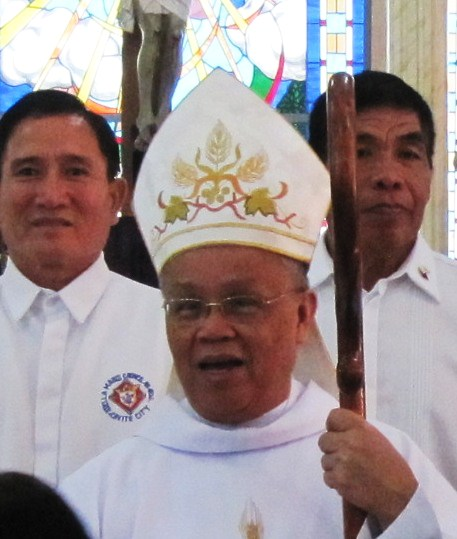
Leopoldo Sumaylo Tumulak, Militärbischof der Philippinen (ca. 2011)

Bischofswappen als Militärbischof

Leopoldo Sumaylo Tumulak (* 29. September 1944 in Santander; † 17. Juni 2017 in San Juan) war ein philippinischer römisch-katholischer Geistlicher und Militärbischof der Philippinen.

## Leben
Leopoldo Sumaylo Tumulak empfing am 30. März 1971 die Priesterweihe. 
Papst Johannes Paul II. ernannte ihn am 12. Januar 1987 zum Weihbischof in Cebu und Titularbischof von Lesvi. Die Bischofsweihe spendete ihm der Erzbischof von Cebu, Ricardo Jamin Kardinal Vidal, am 16. März desselben Jahres; Mitkonsekratoren waren Angel N. Lagdameo, Koadjutorbischof von Dumaguete, und Manuel S. Salvador, Koadjutorerzbischof von Cebu.
Am 28. November 1992 ernannte ihn Papst Johannes Paul II. zum Bischof von Tagbilaran und am 15. Januar 2005 zum Militärbischof der Philippinen.